# علي السالم (لاعب كرة قدم)
علي عايش السالم هو لاعب كرة قدم سعودي يلعب حاليًا في نادي الوحدة .

## روابط خارجية
- علي السالم على موقع Soccerway.com (الإنجليزية)
- علي السالم على موقع كووورة